# Gymnogonos crassicornis
Gymnogonos crassicornis är en nässeldjursart som beskrevs av Bonnevie 1898. Gymnogonos crassicornis ingår i släktet Gymnogonos och familjen Euphysidae. Inga underarter finns listade i Catalogue of Life.